# Bullhead City
Bullhead City é uma cidade localizada no estado americano do Arizona, no condado de Mohave. Foi incorporada em 1984.

## Geografia
De acordo com o United States Census Bureau, a cidade tem uma área de 155,9 km², onde 153,8 km² estão cobertos por terra e 2,1 km² por água.

### Localidades na vizinhança
O diagrama seguinte representa as localidades num raio de 32 km ao redor de Bullhead City. 

## Demografia
Segundo o censo nacional de 2010, a sua população é de 39 540 habitantes e sua densidade populacional é de 257,1 hab/km². Possui 23 464 residências, que resulta em uma densidade de 152,6 residências/km².